# Barry O'Neil
Barry O'Neil, (o Barry O'Neill), (New York, 24 settembre 1865 – New York, 23 marzo 1918), è stato un regista e sceneggiatore statunitense dei primi anni del 1900.

## Biografia
Firma il suo primo film nel 1910, The Actor's Children, un cortometraggio prodotto dalla neonata casa di produzione Thanhouser Company, di cui diventa uno dei nomi di punta.
Nella sua carriera, che dura fino al 1916, dirige 56 film e ne firma 3 come sceneggiatore.
Muore il 23 marzo 1918 a New York, all'età di 52 anni.

## Filmografia

### Regista
- The Actor's Children – cortometraggio (1910)
- St. Elmo, co-regia Lloyd B. Carleton – cortometraggio (1910)
- The Winter's Tale, co-regia Theodore Marston – cortometraggio (1910)
- The Girl of the Northern Woods – cortometraggio (1910)
- The Writing on the Wall – cortometraggio  (1910)
- Uncle Tom's Cabin – cortometraggio (1910)
- The Mad Hermit – cortometraggio  (1910)
- The Old Curiosity Shop – cortometraggio  (1911)
- Romeo and Juliet – cortometraggio  (1911)
- For the Love of a Girl – cortometraggio (1912)
- Home Sweet Home – cortometraggio (1912)
- Peter's Pledge – cortometraggio (1913)
- The Guiding Light – cortometraggio (1913)
- The Lost Son – cortometraggio
- Auntie's Affinity – cortometraggio (1913)
- His Children – cortometraggio
- The Heart Brokers – cortometraggio (1913)
- Pete, the Artist – cortometraggio
- Memories of His Youth – cortometraggio
- Pete Tries the Stage – cortometraggio
- Granny – cortometraggio (1913)
- The Faith of a Girl – cortometraggio
- A Hero Among Men – cortometraggio
- Home Sweet Home – cortometraggio (1913)
- The Price Demanded – cortometraggio
- When Tony Pawned Louisa – cortometraggio
- Mary's Temptation – cortometraggio (1913)
- The Burning Rivet – cortometraggio (1913)
- Seeds of Wealth – cortometraggio (1913)
- When the Earth Trembled (1913)
- His Best Friend – cortometraggio (1913)
- The Third Degree (1913)
- The Inspector's Story – cortometraggio (1914)
- The Lion and the Mouse (1914)
- A Daughter of Eve, regia di Walter West – cortometraggio (1919)
- The Wolf (1914)
- The House Next Door (1914)
- The Fortune Hunter (1914)
- A War Baby – cortometraggio
- When Honor Wakes – cortometraggio
- It All Depends – cortometraggio
- The College Widow (1915)
- The Sporting Duchess (1915)
- The District Attorney (1915)
- The Climbers (1915)
- The Witness – cortometraggio (1915)
- The Great Ruby
- Bought
- McTeague
- The Evangelist (1916)
- The Unpardonable Sin (1916)
- The Weakness of Man (1916)
- A Woman's Way (1916)
- Husband and Wife
- The Revolt
- The Hidden Scar (1916)

### Sceneggiatura
- The Third Degree, regia di Barry O'Neil (1913)